# Wild Side (película de 1995)
Wild Side es una película de 1995 coescrita y dirigida por Donald Cammell y protagonizada por Anne Heche, Joan Chen, Christopher Walken y Steven Bauer.
Hay tres versiones diferentes de la película. Cammell se suicidó poco después de verla drásticamente reeditada por los productores. Una "versión del director" de la esposa del director y coguionista China Kong y del montador y productor Frank Mazzola, fue lanzada en 2000 recibiendo elogios por parte de la crítica. La película es conocida por sus escenas gráficas de amor lésbico entre Joan Chen y Anne Heche. Esas escenas fueron tan controvertidas que después del estreno de la película por HBO, la cadena decidió transmitir otra versión de la película eliminando esas escenas.